# Diebe im Gesetz
Diebe im Gesetz (russisch воры в законе wory w sakone; georgisch კანონიერი ქურდები, Kanonieri K'urdebi, armenisch օրենքով գող, orenk'ov goğ) ist die Bezeichnung für eine bestimmte Gruppe von Kriminellen, die meist aus den Nachfolgestaaten der Sowjetunion stammen und der organisierten Kriminalität zuzurechnen sind.
Die „Diebe im Gesetz“ sind nicht Mitglieder einer zusammengehörigen Organisation, sondern jeweils Anführer eines regionalen Verbands. In der oft gewaltsam gebildeten internen Gefangenenhierarchie sowjetischer Lager und Gefängnisse waren verurteilte Diebe oft die angesehenste Häftlingsgruppe und einige von ihnen entwickelten sich zu „kriminellen Autoritäten“, die hinter sich eine organisierte Gefolgschaft bildeten. Sie gehören jedoch zu einer gemeinsamen Subkultur, die zu Zeiten der Sowjetunion eigene Organisationsstrukturen, Kommunikationsformen und Verhaltenskodizes entwickelt hatte. Der Begriff der „Diebe im Gesetz“ hat somit eine Doppelbedeutung und bezieht sich auf verurteilte Diebe und ihre Gefolgschaften, wie auch auf die gebildeten kriminellen Verhaltenskodizes, das „Diebesgesetz“, in Abgrenzung gegen andere Kriminelle, darunter auch einige auf Verwandtschaft beruhende Gruppen organisierter Kriminalität, für die diese Regeln nicht galten.

## Hintergrund

### Entstehung
Schon zur Zarenzeit etablierte sich in Russland eine organisierte Kriminalität. Diese Kriminellen nennen sich vermutlich seit der Stalin-Ära und der Zeit der Straflager des sogenannten GULag „Diebe im Gesetz“. Die in Stalins Amtszeit rigide durchgesetzte Repressionspolitik bedeutete seit den 1920er Jahren für politische Regimegegner und Kriminelle gemeinsame Haft. Manche von ihnen formierten sich zur Organisation der Diebe im Gesetz, die bald schon großen Einfluss innerhalb der Gefangenenlager hatte.

### Gegenwart
Diese Organisationsform gibt es noch heute. Sie ist spätestens seit dem Zerfall der Sowjetunion auch international aktiv und hat in der organisierten Kriminalität weltweit großen Einfluss. Bemerkenswert ist, dass die „Diebe im Gesetz“ früher in der sozialistischen wie auch heute in der kapitalistischen Gesellschaft eine beachtliche Reputation genießen, was auch auf ihre Geschichte als Ausgestoßene in der Stalin-Zeit zurückzuführen ist. Die „Diebe im Gesetz“ kommen nicht nur aus Russland, sondern auch aus der Ukraine, Belarus, Aserbaidschan, Armenien, Georgien und anderen Nachfolgestaaten der Sowjetunion. Sowohl die Diebe im Gesetz als auch die Zdarowi-Obras-Kriminellen (russ. „gesunde Lebensart“) werden verallgemeinernd als Russenmafia bezeichnet.

### „Diebesgesetz“ und „Obschtschak“
Die Verbrecher lebten früher mehr als heute nach eigenen sozialen Regeln, dem „Diebesgesetz“, das es ihnen unter anderem verbot, mit den Behörden in irgendeiner Weise zusammenzuarbeiten, eine Familie zu gründen oder einer regulären Arbeit nachzugehen. Eine zentrale Funktion hat dabei die Gemeinschaftskasse Obschtschak (russisch общак), die aus informellen Mitgliedsbeiträgen und Erpressungsgeldern finanziert wird. Ursprünglich als eine Art Sozialkasse der Gemeinschaft gedacht, wird aus ihr der Drogenhandel finanziert, Bestechungsgelder und Anwaltshonorare bezahlt. Das Geld war auch für die finanzielle Unterstützung inhaftierter Mitglieder bestimmt. Die „Diebe“ hielten regelmäßige Treffen ab (S’chodka), deren Beschlüssen Folge zu leisten war. Damals wie heute besteht ein „absolutes Aussageverbot gegenüber staatlichen Organen“.
Ein Teil der Gelder wird durch Geldwäsche legalisiert und zum Kauf von Immobilien oder Betrieben verwendet.

### Tätowierungen
Ein wichtiges Erkennungsmerkmal der Diebe im Gesetz sind ihre markanten Tätowierungen.  Sie geben Auskunft über den Status des „Diebes“, aber auch z. B. über seine Verurteilungen und Gefängnisaufenthalte. Zu Sowjetzeiten war in den Zeichnungen auch die Verhöhnung des Staates gängig, z. B. durch Verunglimpfung des Textes der sowjetischen Nationalhymne. Die Tätowierungen wurden durch Danzig Baldajew ausgiebig erforscht.
Wer sich Tätowierungen anbringt, die ihm nicht zustehen, oder sich mit Straftaten schmückt, die er nicht begangen hat, fällt im Ansehen auf die unterste Stufe, die auch für Sexualverbrecher vorgesehen ist. Er wird von den anderen Gefangenen gemieden, verachtet und manchmal sogar ermordet, meist werden solche Tätowierungen zwangsweise entfernt.
Heute ist es zu beobachten, dass Mitglieder der Organisation neue Tätowierungen meiden bzw. sich sogar alte entfernen lassen – vermutlich um in der gehobenen Gesellschaft, in die einige aufgrund ihres Reichtums Eingang finden, nicht weiter negativ aufzufallen, auch wenn sie damit streng genommen gegen das eigene „Diebesgesetz“ verstoßen.

### Die Diebe im Gesetz und die Schattenjustiz
Hierbei handelt es sich um inoffizielle Gerichtsbarkeiten in der Russischen Föderation, die vor allem dazu angerufen werden, um Vermögensstreitigkeiten zu regeln. Hierbei ist es unerheblich, ob dem Streit legale oder illegale Tatbestände zu Grunde liegen, in beiden Fällen kann der Richter angerufen werden. Die „Richter“ sind stets kriminelle Autoritäten und in vielen Fällen Wory w sakone. Ihr Urteil muss befolgt werden. Weigert sich eine der Parteien, das Urteil anzuerkennen, wird dies gegebenenfalls auch mit Gewalt durchgesetzt.

## Strafverfolgung
Wie bei anderen Formen der organisierten Kriminalität wären auch zur effektiven Strafverfolgung der Diebe im Gesetz ein Austausch mit ausländischen Strafverfolgungsbehörden sowie europaweite Ermittlungs- und Strafverfolgungsinstrumente erforderlich, die aber noch weitgehend fehlen. Die Operation Java führte 2010 gleichwohl zu 69 Festnahmen.

## Bekannte „Diebe im Gesetz“
- Aslan Usoyan alias Ded Xasan/Hasan
- Leonid Bilunow[17]
- Eduard Emanuilowitsch Braginski (1954–1994)[18]
- Witali Djomotschka[19]
- Lew Iossifowitsch Epstein (1928–2005)[20]
- Dschaba Iosseliani (1926–2003)
- Wjatscheslaw Iwankow (1940–2009)[21]
- Zachari Knjazewitsch Kalaschow (geb. 1953)[22]
- Pawel Nikolajewitsch Kuprijanow (1957–1996)[23]
- Semjon Mogilewitsch (geb. 1946)
- Tariel Oniani (geb. 1952)
- Alimschan Tursunowitsch Tochtachunow[24]
- Nikolai Jakowlewitsch Wolkow (1937–1988)[25]

## Dokumentation und Spielfilm
- Alexander Gentelev (Regie): Die Ehre der Paten. Israel 2010, 121 Min. Dokumentation, in der einige „Autoritäten“ ausführlich interviewt werden, die heute u. a. in Israel oder Frankreich Millionäre und erfolgreiche Geschäftsleute sind.
- Der 2007 in die Kinos gekommene Film Tödliche Versprechen – Eastern Promises mit Viggo Mortensen, Armin Mueller-Stahl, Naomi Watts, u. a. beleuchtet die Hintergründe einer Wory-Familie im gegenwärtigen London.[26]
- Im Angesicht des Verbrechens, Deutschland 2010, zehnteilige TV-Serie von Dominik Graf zum Thema Russenmafia in Berlin, welche unter anderem auch die Ehrenkodices der agierenden Banden thematisiert.
- Sibirische Erziehung (Educazione siberiana), Italien 2013, Regie: Gabriele Salvatores, Kinofilm.[27]
- Kriminalserie SOKO Donau Folge 87: Der Austausch, Österreich 22. November 2011[28]
- Kriminalserie Law & Order Folge 9x23: Der einzige Zeuge (org. Refuge), Erstausstrahlung USA: 11. Juli 2006[29]
- Französische Kriminalserie Braquo, Dritte Staffel, Erstausstrahlung Frankreich: 10. Februar bis 3. März 2014